# Dvärgrosettlav
Dvärgrosettlav (Hyperphyscia adglutinata) är en lavart som först beskrevs av Flörke, och fick sitt nu gällande namn av H. Mayrhofer & Poelt. Dvärgrosettlav ingår i släktet Hyperphyscia och familjen Physciaceae.  Arten är reproducerande i Sverige. Inga underarter finns listade i Catalogue of Life.

## Källor

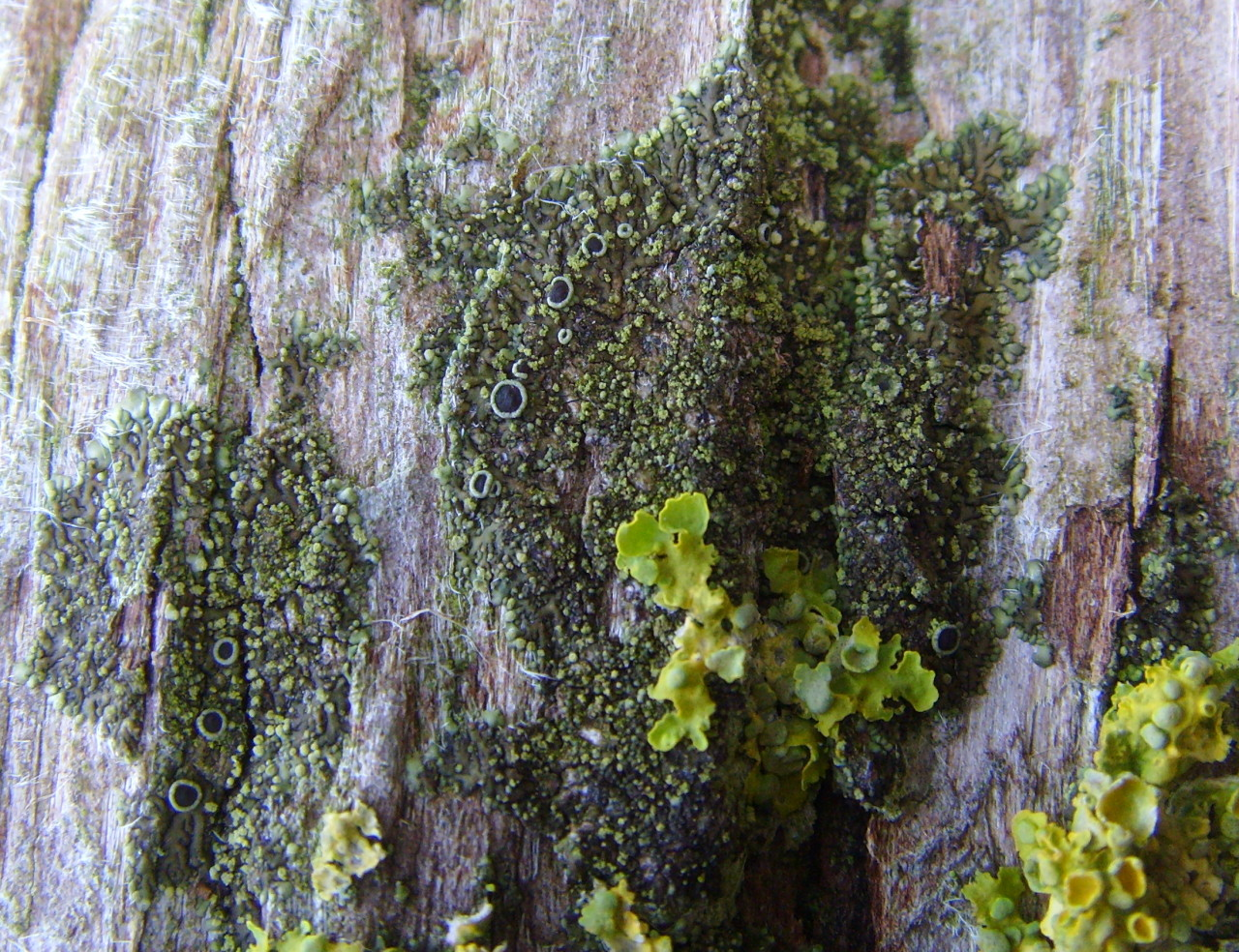